# لويس إدموندز
لويس إدموندز (بالإنجليزية: Louis Edmonds) هو ممثل أمريكي، ولد في 24 سبتمبر 1923 في باتون روج في الولايات المتحدة، وتوفي في 3 مارس 2001 في بورت جفرسون في الولايات المتحدة بسبب فشل تنفسي.

## وصلات خارجية
- لويس إدموندز على موقع IMDb (الإنجليزية)
- لويس إدموندز على موقع تيرنر كلاسيك موفيز (الإنجليزية)
- لويس إدموندز على موقع قاعدة بيانات برودواي على الإنترنت (الإنجليزية)
- لويس إدموندز على موقع قاعدة بيانات الفيلم (الإنجليزية)